# استان لوآنگ نامتا
لوآنگ نامتا (به لاتین: Luang Namtha) یکی از استان‌های لائوس است. این استان دارای ۱۴۵٬۲۸۹ نفر جمعیت و مرکز این استان شهر لوآنگ نامتا می‌باشد.

## تاریخچه
در این استان آثار باستانی سنگی کشف شده است که قدمت این استان را به شش هزار سال پیش بر می‌گرداند.

## جغرافیا
استان لوآنگ نامتا مساحت ۹٬۳۲۵ کیلومتر مربع (۳٬۶۰ مایل مربع). را پوشش می‌دهد این استان از شمال به یوننان و چین، ازجنوب به استان اودوم‌سای و از جنوب قربی به استان بوکئو متصل می‌شود.

## جمعیت
جمعیت این استان در یک سرشماری در مارس سال ۲۰۰۵، ۱۴۵٬۲۸۹ نفر تشخیص داده شده است و قومیتهای متفاوتی از این کشور را در خود جای داده است.

## اقتصاد
لوآنگ نامتا یکی از مناطق کشت برنج و نشکر می‌باشد. از سوی دیگر این استان با دارا بودن معدن زغال سنگ یکی از تولیدکننده و صادرکننده‌های زغال سنگ نیز می‌باشد.

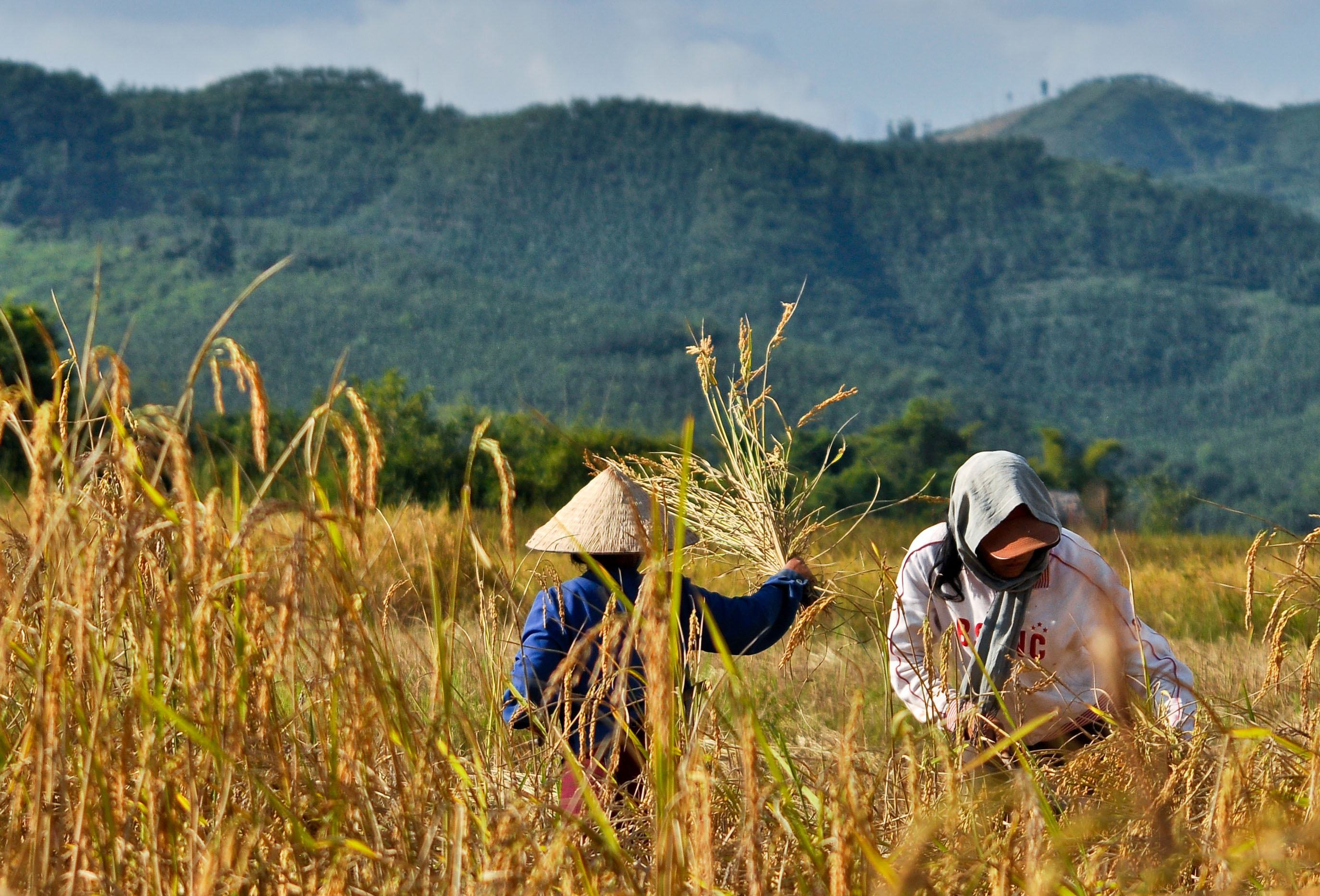
کشاورزان در حال برداشت برنج
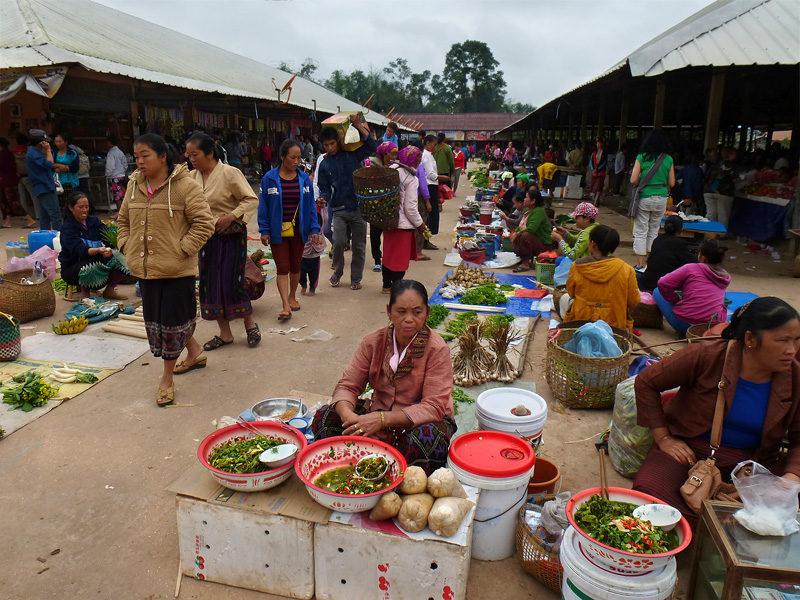
روزبازار در مانگ سینگ
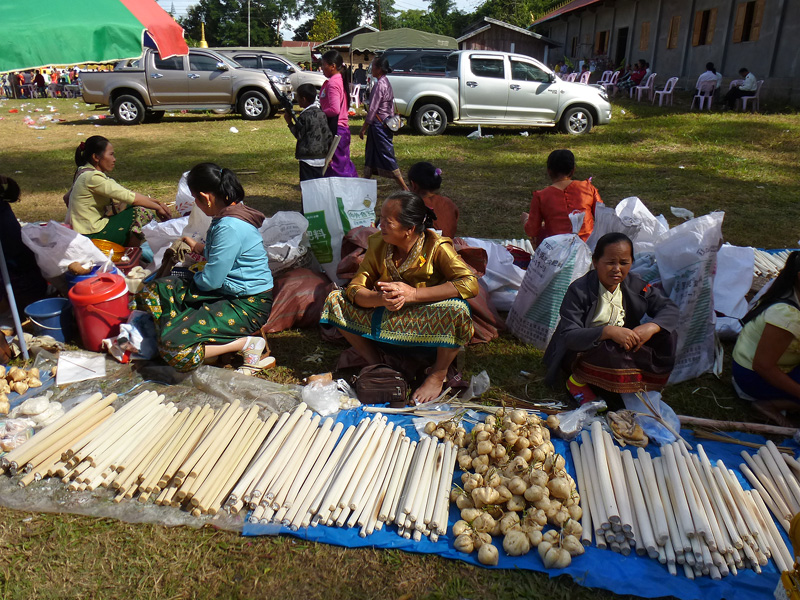
فروش چسب بامبو و برنج

## نگارخانه

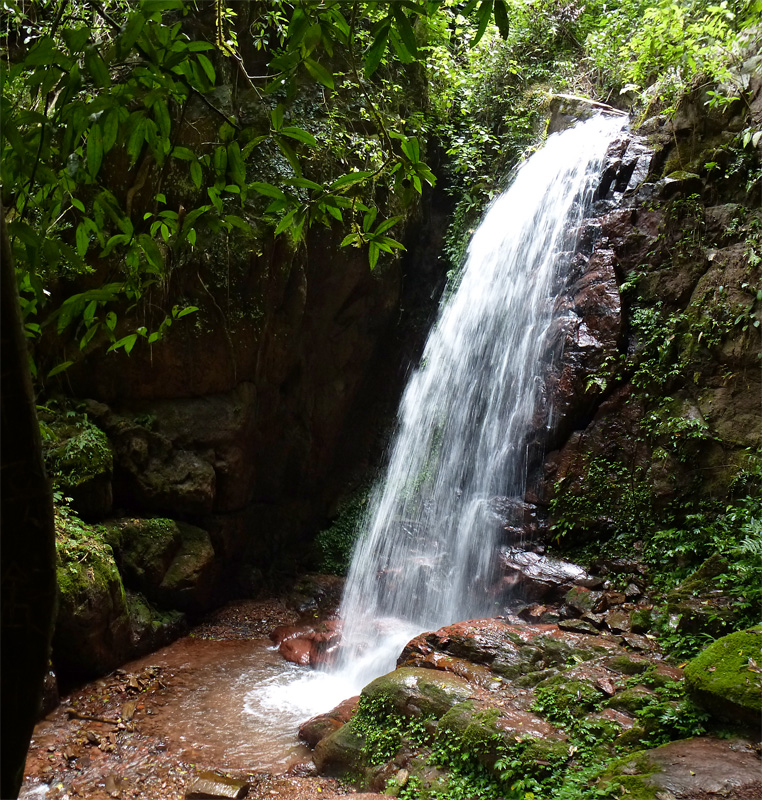
آبشاریونگ
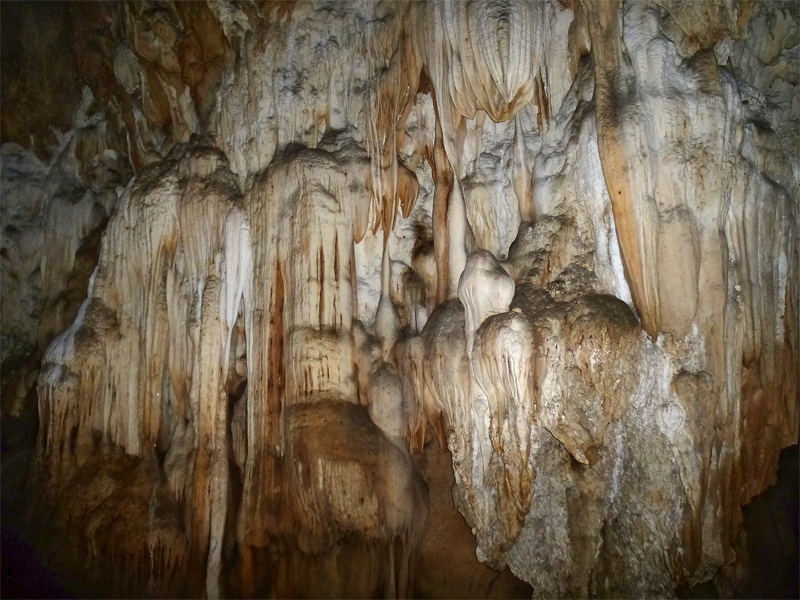
غار کائو رائو در نم ول
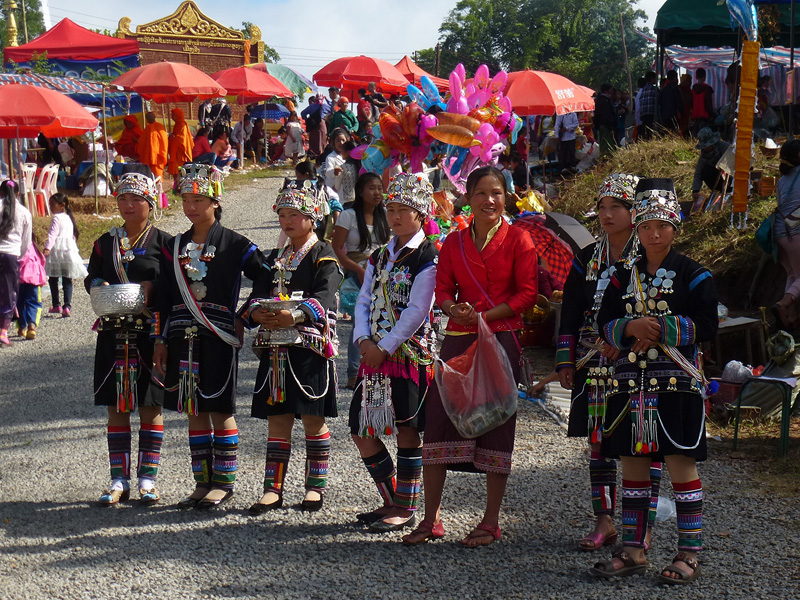
مردم اخا
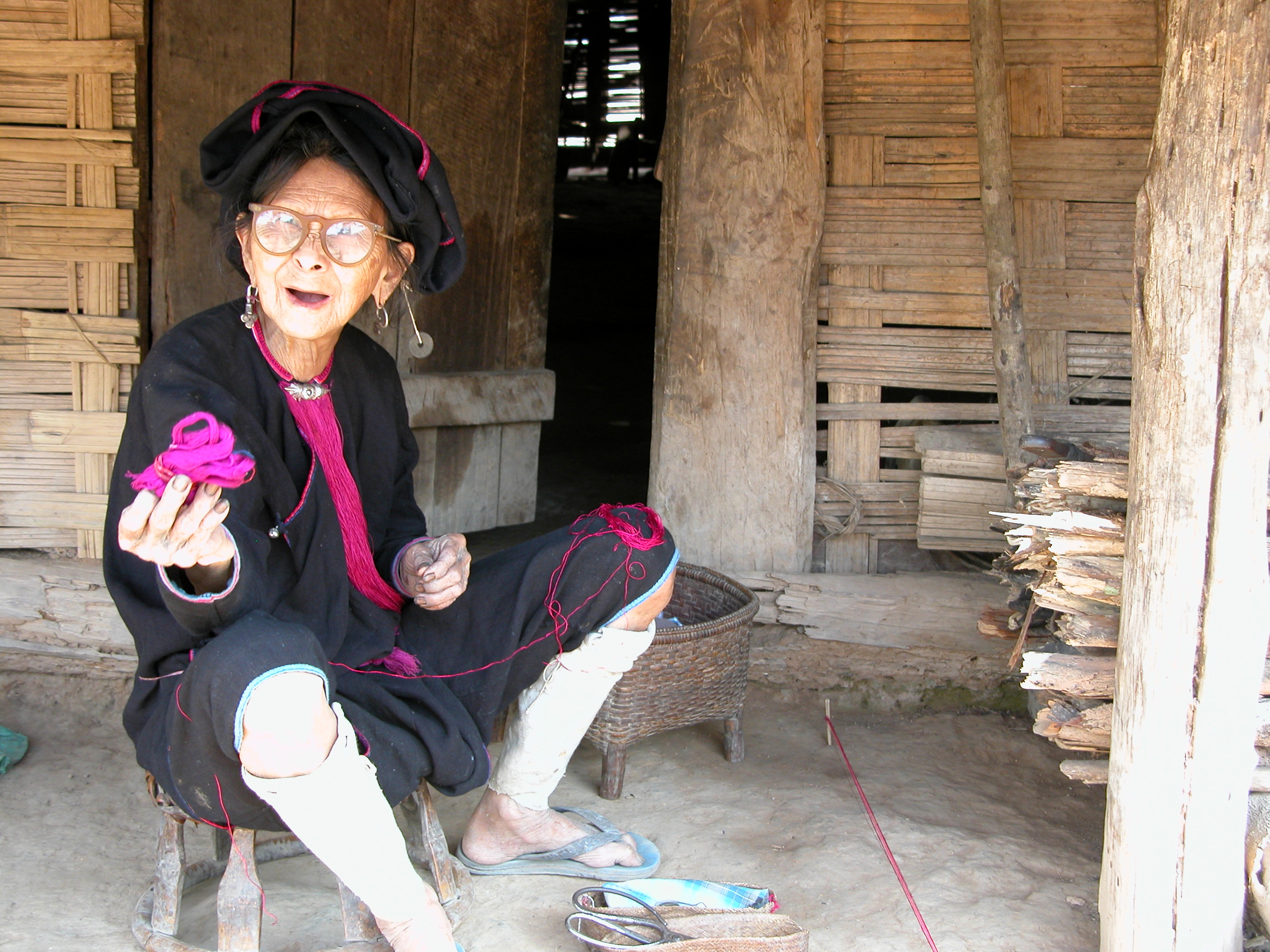
یکی از مردم لانتن
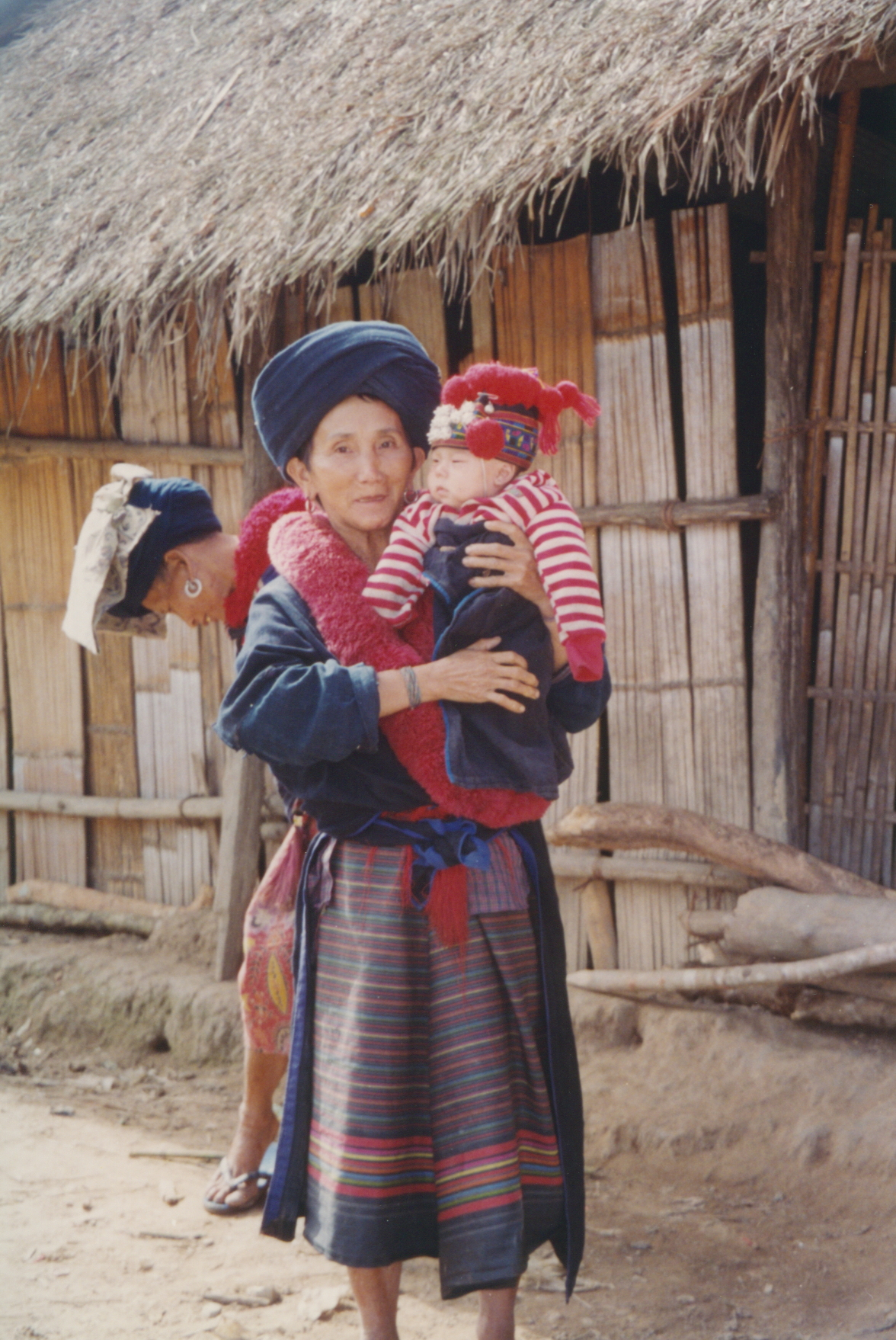
یکی از مردم ماین
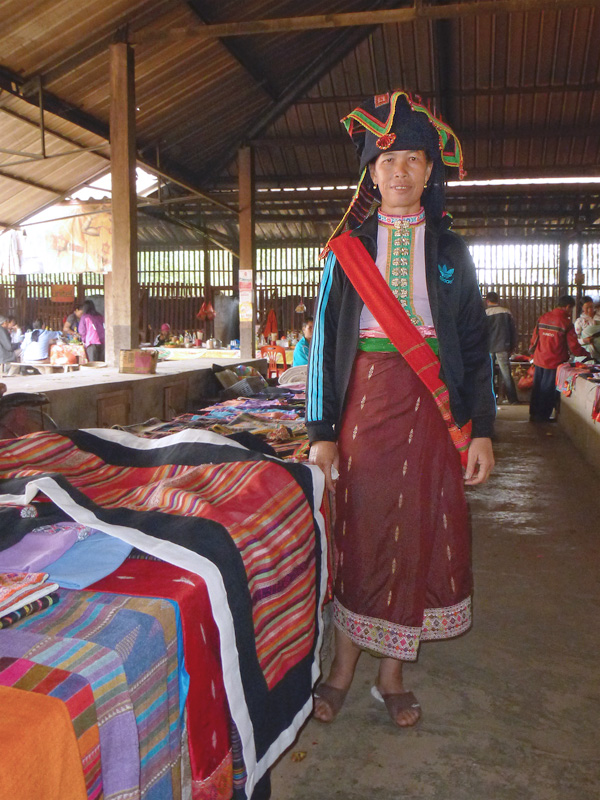
یکی از مردم سد تایلندی